# Schoolvakantie
Een schoolvakantie is een aaneengesloten periode waarin er op scholen geen lessen zijn.

## Nederland

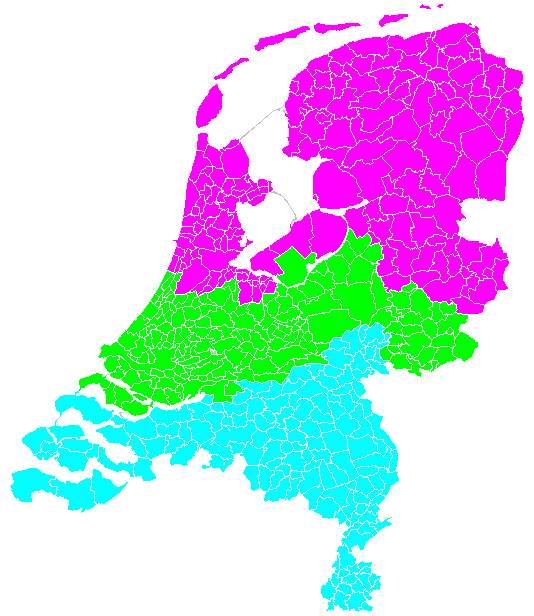
Vakantieregio's in Nederland
Noord
Midden
Zuid

De Nederlandse overheid legt de periode van de meivakantie, zomervakantie en kerstvakantie vast en geeft adviesdata voor de andere vakanties. Waar mogelijk worden de periodes gespreid zodat Noord-Nederland, Midden-Nederland en Zuid-Nederland op verschillende momenten schoolvakantie hebben, of ten minste de vakantie op een ander moment beginnen en beëindigen. Deze vakantiespreiding werd ingevoerd om toeristische trekpleisters en vooral de wegen ernaartoe niet te overbelasten. Vakantiespreiding kan ongemakkelijk zijn voor ouders die meerdere kinderen hebben op scholen met verschillende vakantieperiodes of zelf op een school werken die een andere vakantieperiode kent dan die van hun kinderen.
| Vakantie          | Alternatieve naam                   | Duur         | Periode                    | Seizoen |
| ----------------- | ----------------------------------- | ------------ | -------------------------- | ------- |
| Herfstvakantie    | Astervakantie                       | 1 week       | In oktober                 | Herfst  |
| Kerstvakantie     | Wintervakantie                      | 2 weken      | Rond Kerstmis en Nieuwjaar | Winter  |
| Voorjaarsvakantie | Krokusvakantie of carnavalsvakantie | 1 week       | 2de helft van februari     | Winter  |
| Meivakantie       | Tulpvakantie                        | 1 of 2 weken | Eind april en begin mei    | Lente   |
| Zomervakantie     | Grote vakantie                      | 6 weken      | In juli en augustus        | Zomer   |

De voorjaarsvakantie wordt "carnavalsvakantie" genoemd waar carnaval gevierd wordt. In de praktijk betekent het ook dat de vakantieregio Zuid-Nederland afwijkt van de adviesdata wanneer carnaval buiten de geadviseerde data voor de voorjaarsvakantie valt. Dat is zeven weken voor Pasen zodat carnaval op z'n vroegst 1 februari en uiterlijk 7 maart begint.

## België
In de jaren 80 heeft België vakantiespreiding getest, waarbij het Franstalig onderwijs andere data hanteerde dan het Nederlandstalig onderwijs, maar dat werd na één jaar afgevoerd. De vakanties in beide landsdelen vielen tot 2022 gelijktijdig. Vanaf schooljaar 2022-2023 werden schoolvakanties in het Franstalig onderwijs in Brussel en Wallonië hervormd. Samen met het Nederlandstalig onderwijs deed het Duitstalig onderwijs niet mee. De zomervakantie werd ingekort tot zeven weken, de krokus- en herfstvakantie verlengd tot twee weken en de paasvakantie verschoof naar mei. Het nieuwe ritme zou zowel voor leerlingen als leerkrachten voor een beter evenwicht tussen leertijd en rusttijd zorgen. Voor gezinnen met kinderen of ouders in het Nederlandstalig, het Duitstalig en Franstalig onderwijs kan dit moeilijkheden opleveren qua vakantieplanning. Drukte op luchthavens en in vakantieoorden wordt meer gespreid.
| Vakantie       | Alternatieve naam                      | Duur                                                                        | Periode | Seizoen |
| -------------- | -------------------------------------- | --------------------------------------------------------------------------- | --- | ------- |
| Herfstvakantie | Allerheiligenvakantie                  | 1 week (Nederlandstalig & Duitstalig België) 2 weken (Franstalig België)    | Rond Allerheiligen | Herfst  |
| Kerstvakantie  | Wintervakantie                         | 2 weken                                                                     | Rond Kerstmis en Nieuwjaar (eind december, begin januari).                                                                                   | Winter  |
| Krokusvakantie | Voorjaarsvakantie of carnavalsvakantie | 1 week (Nederlandstalig & Duitstalig België) 2 weken (Franstalig België)    | In de week van Aswoensdag (februari of maart)                                                                                                | Winter  |
| Paasvakantie   | Lentevakantie                          | 2 weken                                                                     | Rond Pasen (Nederlandstalig & Duitstalig België) Begin mei (Franstalig België)                                                               | Lente   |
| Zomervakantie  | Grote vakantie                         | 2 maanden (Nederlandstalig & Duitstalig België) 7 weken (Franstalig België) | In juli en augustus (Nederlandstalig & Duitstalig België) Vanaf de 2de week van juli en tot de laatste week van augustus (Franstalig België) | Zomer   |